# Полушкіно (Клинський міський округ)
Полушкіно (рос. Полушкино) — село Клинського району Московської області, входить до складу міського поселення Високовськ. 
Станом на 2010 рік населення становило 12 чоловік. 
Російською — Полушкино.